# Albanella
Albanella község (comune) Olaszország Campania régiójában, Salerno megyében.

## Fekvése
A Sele és Calore Lucano folyók közötti dombvidéken fekszik. Határai: Altavilla Silentina, Capaccio, Castelcivita, Eboli, Roccadaspide, Serre

## Története
A települést a 11. században alapították paestumi lakosok. Az olajfák városának is nevezik, amit hagyományos olívaolaj-készítő iparának köszönhetően.

## Népessége
A népesség számának alakulása:

## Főbb látnivalói
Legjelentősebb műemléke a 16. században épült Santa Sofia-templom.